# Tiss Warren Jazz
 (mai 2022).
La mise en forme du texte ne suit pas les recommandations de Wikipédia : il faut le « wikifier ».
Les points d'amélioration suivants sont les cas les plus fréquents. Le détail des points à revoir est peut-être précisé sur la page de discussion.
- Les titres sont pré-formatés par le logiciel. Ils ne sont ni en capitales, ni en gras.
- Le texte ne doit pas être écrit en capitales (les noms de famille non plus), ni en gras, ni en italique, ni en « petit »…
- Le gras n'est utilisé que pour surligner le titre de l'article dans l'introduction, une seule fois.
- L'italique est rarement utilisé : mots en langue étrangère, titres d'œuvres, noms de bateaux, etc.
- Les citations ne sont pas en italique mais en corps de texte normal. Elles sont entourées par des guillemets français : « et ».
- Les listes à puces sont à éviter, des paragraphes rédigés étant largement préférés. Les tableaux sont à réserver à la présentation de données structurées (résultats, etc.).
- Les appels de note de bas de page (petits chiffres en exposant, introduits par l'outil «  Source ») sont à placer entre la fin de phrase et le point final[comme ça].
- Les liens internes (vers d'autres articles de Wikipédia) sont à choisir avec parcimonie. Créez des liens vers des articles approfondissant le sujet. Les termes génériques sans rapport avec le sujet sont à éviter, ainsi que les répétitions de liens vers un même terme.
- Les liens externes sont à placer uniquement dans une section « Liens externes », à la fin de l'article. Ces liens sont à choisir avec parcimonie suivant les règles définies. Si un lien sert de source à l'article, son insertion dans le texte est à faire par les notes de bas de page.
- La présentation des références doit suivre les conventions bibliographiques. Il est recommandé d'utiliser les modèles {{Ouvrage}}, {{Chapitre}}, {{Article}}, {{Lien web}} et/ou {{Bibliographie}}. Le mode d'édition visuel peut mettre en forme automatiquement les références.
- Insérer une infobox (cadre d'informations à droite) n'est pas obligatoire pour parachever la mise en page.

Pour une aide détaillée, merci de consulter Aide:Wikification.
Si vous pensez que ces points ont été résolus, vous pouvez retirer ce bandeau et améliorer la mise en forme d'un autre article.
Tiss Warren Jazz est un musicien gabonais né le 7 juin 1992 à Port-Gentil au Gabon. Il est également producteur et entrepreneur,.

## Biographie
De son vrai nom de naissance, Tiss Waren Mombo, Tiss Warren Jazz est un jeune artiste gabonais aux multiples facettes, né le 7 juin 1992 à Port-Gentil, la capitale économique du Gabon.

### Enfance et débuts
Tiss Warren est né d'un père à la fois musicien et ingénieur pétrolier et d'une mère dactylographe. Il grandit au sein d'une famille d'artistes. Son oncle Didier Mombo est l'interprète des titres Mussingui et Mwane.
C'est en 2001, aux côtés de son père, qu'il fait ses débuts dans la musique, alors âgé de 9 ans. Poussé par ses goûts pour la musique, il assiste à cette époque, aux répétitions de son père, puis finit par faire des essais et reproduire quelques mélodies. Surnommé "Warren J" par ses frères, son enthousiasme attire l'attention de son père qui le forme aux bases du piano, styles Jazz et Blues. Il l'initie également à la guitare qui devient son instrument favori.

### Formation
Tiss Warren est titulaire d'un baccalauréat technique en froid et climatisation obtenu à 20 ans.
En 2017, il obtient une licence en management de projets.
Il est également titulaire d'un master en management des médias et music business suivi à l'African Music Institute de Libreville.

## Carrière musicale
Sa carrière débute au cours de son parcours scolaire. Il rencontre Steimen, Josh TheHeavenBoy, des passionnés de musique comme lui, avec qui il se perfectionne dans la composition assistée par ordinateur.
En 2009, il intègre l'école de musique de Total Gabon à Port-Gentil, grâce à son parrain Fabrice Bagafou.
En 2010, il apparait dans un premier clip aux cotés de ''Matrikul Fely'Tchiss'' dans le single ''N'oublie Jamais''.    
En 2012, il représente le Gabon à Abidjan, lors du concours panafricain de musique Castel Live Opéra et occupe la troisième place.
En 2013, il participe au concours Ndoss Urban Hit Show.
Fondateur d'un label de production dénommé Studio Label 5.1, Tiss Warren Jazz a également un grand intérêt pour la production artistique et musicale. Ce qui fait qu'il mette en place l'organisation d'un projet culturel en 2017 comme 51Freestyle, qui est un concours de musique urbaine.

## Discographie

### Albums studios
- Femelle (2018)
- Femelle 2 (2021)[10],[11]